# 岐阜大学医疗技术短期大学部
岐阜大学医疗技术短期大学部（日语：／ Gifu Daigaku Iryō Gijutsu  Tanki Daigakubu *），简称岐大医短，是過去一所位于日本岐阜县岐阜市的国立短期大学。

## 概要

### 简介
- 学校最早可以追溯到1967年[1]。短期大学为于1992年开办[1]、由学校法人岐阜大学医学系经营。招生到于2000年[2]、停办于2003年[1]。

### 历史
- 1992年 岐阜大学医疗技术短期大学部成立并同时设置护理学科。
- 2000年 招生最后[2]。
- 2003年 今年3月31日停办[2]。

## 学校环境
- 校区：在了岐阜县岐阜市[注 1]

## 历任校长
- 加藤晃：第一代短期大学校长[3]。

## 组织

### 学科
- 护理学科

### 专科
| - 没有 |

### 业余课程
| - 没有 |

## 相关链接
- 日本短期大学列表
- 岐阜大学工业短期大学部：已停办